# Équipe du Mexique masculine de water-polo
L'équipe nationale masculine mexicaine de water-polo est la sélection nationale représentant le Mexique dans les compétitions internationales de water-polo. La sélection compte un titre aux Jeux panaméricains et six titres aux Jeux d'Amérique centrale et des Caraïbes.

## Palmarès international

### Jeux olympiques
| - 1900 : n'a pas participé - 1904 : n'a pas participé - 1908 : n'a pas participé - 1912 : n'a pas participé - 1920 : n'a pas participé - 1924 : n'a pas participé - 1928 : n'a pas participé - 1932 : n'a pas participé - 1936 : n'a pas participé - 1948 : n'a pas participé - 1952 : 18e place | - 1956 : n'a pas participé - 1960 : n'a pas participé - 1964 : n'a pas participé - 1968 : 11e place - 1972 : 13e place - 1976 : 10e place - 1980 : n'a pas participé - 1984 : n'a pas participé | - 1988 : n'a pas participé - 1992 : n'a pas participé - 1996 : 11e place - 2000 : n'a pas participé - 2004 : n'a pas participé - 2008 : n'a pas participé - 2012 : n'a pas participé |

### Championnats du monde
| - 1973 : 9e place - 1975 : 9e place - 1978 : 15e place - 1982 : n'a pas participé - 1986 : n'a pas participé - 1991 : n'a pas participé | - 1994 : n'a pas participé - 1998 : n'a pas participé - 2001 : n'a pas participé - 2003 : n'a pas participé - 2005 : n'a pas participé - 2007 : n'a pas participé | - 2009 : n'a pas participé - 2011 :n'a pas participé - 2013 : n'a pas participé - 2015 : n'a pas participé |

### Ligue mondiale
| - 2002 : n'a pas participé - 2003 : n'a pas participé - 2004 : n'a pas participé - 2005 : n'a pas participé - 2006 : n'a pas participé | - 2007 : Tour préliminaire - 2008 : n'a pas participé - 2009 : n'a pas participé - 2010 : n'a pas participé - 2011 : n'a pas participé | - 2012 : n'a pas participé - 2013 : n'a pas participé - 2014 : n'a pas participé - 2015 : n'a pas participé |

### Coupe du monde
Le Mexique ne compte aucune participation à la Coupe du monde de water-polo.

### Jeux panaméricains
| - 1951 : 4e place - 1955 : 4e place - 1959 : 4e place - 1963 : 5e place - 1967 : Médaille de bronze - 1971 : Médaille de bronze | - 1975 : Médaille d'or - 1979 : 5e place - 1983 : 5e place - 1987 : 5e place - 1991 : 5e place - 1995 : 6e place | - 1999 : 8e place - 2003 : 5e place - 2007 : 7e place - 2011 : 6e place - 2015 : 5e place |

### Jeux d'Amérique centrale et des Caraïbes
| - 1946 : Médaille de bronze - 1950 : Médaille d'or - 1954 : Médaille d'or - 1959 : Médaille d'or - 1962 : Médaille d'or - 1966 : Médaille d'argent | - 1970 : Médaille d'argent - 1974 : Médaille d'argent - 1978 : Médaille d'argent - 1982 : Médaille d'argent - 1986 : Médaille d'argent - 1990 : Médaille d'argent | - 1993 : Médaille d'argent - 1998 : Médaille de bronze - 2002 : Médaille d'or - 2006 : Médaille de bronze - 2010 : Médaille de bronze - 2014 : Médaille d'or |